# Shizhaishan-Stätte
Koordinaten: 24° 41′ N, 102° 43′ O

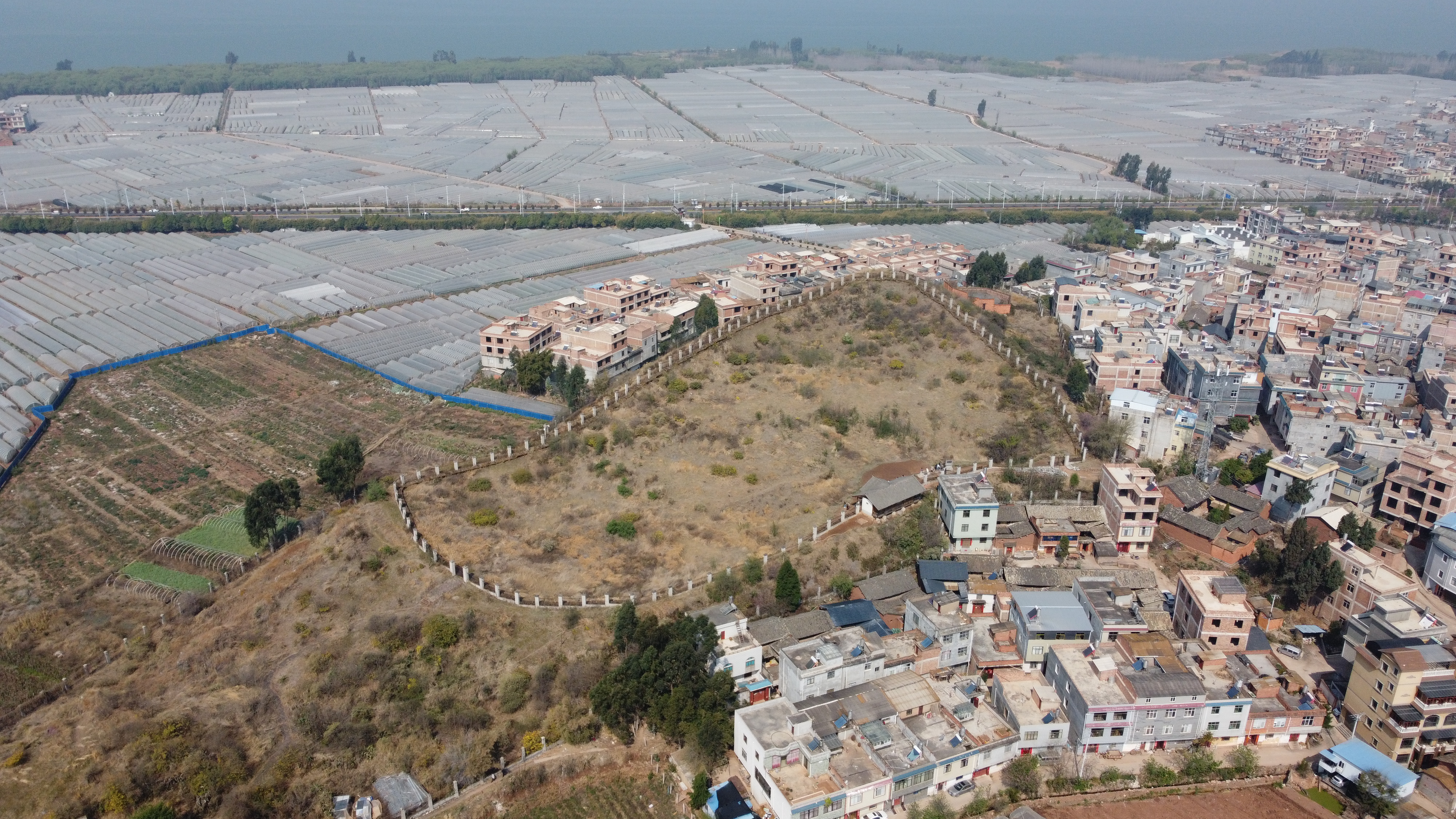
Shizhaishan-Stätte

Die Shizhaishan-Stätte (chinesisch 石寨山, Pinyin Shízhàishān) in der chinesischen Provinz Yunnan ist eine archäologische Stätte bei der Gräber und eine Königsnekropole entdeckt wurden. Die Stätte liegt in dem namengebenden Ort Shizhaishan, Jinning, Provinz Yunnan, China. 
Unter den Bezeichnungen Alte Gräbergruppe von Shizhaishan in Jinning (晋宁石寨山古墓群,  Jìnnìng Shízhàishān gǔmùqún) bzw. Dian-Gräber von Shizhaishan in Jinning (晋宁石寨山滇墓,  Jìnnìng Shízhàishān Diānmù) wird in China die alte Grabstätte des Königs des Reiches Dian (滇,  Diān), seiner Verwandten und seiner Beamten und Diener verstanden. 
In den Jahren 1955–1960 wurden dort 50 Gräber ausgegraben, die zeitlich in die Zeit vom Ende der Zeit der Streitenden Reiche (475–221) bis Anfang der Östlichen Han-Dynastie (25–220) gehören.
Die ausgegrabenen Kulturgegenstände zählen mehrere tausend Stücke. Unter den Grabbeigaben befanden sich viele Bronzewaffen, Bronzetrommeln, Schatzbehälter für Kaurischnecken (mit szenischen Darstellungen auf dem Deckel) und aus Eisen gefertigte Waffen von einem einzigartigen Stil. 
Auch das berühmte goldene "Siegel des Königs von Dian" (Diān wáng zhī yìn) mit den in kleiner Siegelschrift eingravierten Zeichen "滇王之印" befand sich darunter. Es wurden auch Bronzespiegel, Lackschatullen und Münzen im Stil der Westlichen Han-Zeit (-206 bis +8) gefunden. 
Die Funde liefern wichtiges Material für die Erforschung der Geschichte des Volkes der Dian und seiner Kultur. 
Die Stätte steht seit 2001 auf der Denkmalliste der Volksrepublik China (5-179).   

## Westliche Literatur
- Michèle Pirazzoli-t’Serstevens: La civilisation du royaume de Dian à l’époque Han d’après le matériel exhumé à Shizhaishan (Yunnan). Paris 1974 (Publications de l’École Francaise d’Extrême-Orient 94)
- Lutz Albert (Hrsg.): Dian. Ein versunkenes Königreich in China. Kunstschätze aus dem Museum der Provinz Yünnan in Kunming, Volksrepublik China. Zürich, Rietberg, 1986

## Chinesische Literatur
- Yunnan sheng bowuguan [Museum der Provinz Yünnan] (Hrsg.): Yunnan Jinning Shizhaishan gumuqun fajue baogao [Bericht über die Ausgrabung der Gräbergruppe von Shizhaishan, Jinning, Yunnan]. 2 Bde. Beijing: Wenwu chubanshe, 1959.
- Zhongguo da baike quanshu: Kaoguxue [Große chinesische Enzyklopädie, Band: Archäologie], Beijing: Zhongguo da baike quanshu, 1986
- Wang Ningsheng: Yunnan kaogu [Archäologie von Yunnan]. Yunnan renmin chubanshe, 1980
- Wang Dadao: Dianchi quyu de tongqi wenhua [Die Bronzekultur im Gebiet des Dian-Sees]. Wenwu chubanshe, 1981 (Yunnan tongqi luncong)